# Raccolta (liturgia)

Stemma della Santa Sede.

La Raccolta è un libro liturgico, pubblicato in molte edizioni dal 1807 al 1952, che conteneva i testi delle preghiere cattoliche romane e descriveva brevemente altri atti di pietà, come la visita e la preghiera nelle chiese cui i papi avevano concesso specifiche indulgenze.
Nel 1968 fu sostituito da un'edizione notevolmente modificata, l'Enchiridion Indulgentiarum, che presentava un numero minore di preghiere, includendo però nuovi benefici che trovavano applicazione in un'ampia gamma di azioni di preghiera. Le prime edizioni furono pubblicate in italiano , con le preghiere in latino, italiano o entrambe le lingue. A partire dall'edizione del 1929, la Raccolta fu pubblicata in latino, con le preghiere in latino, italiano o, in numero minore, francese, spagnolo, inglese e tedesco.

## Storia
Il nome Raccolta è un'abbreviazione del titolo italiano completo delle prime edizioni: Raccolta di orazioni e pie opere per le quali sono state concesse dai Sommi Pontefici le Sante Indulgenze. Questo titolo (con qualche piccola differenza tra le singole edizioni) fu in uso per le varie edizioni dal 1807 al 1898.
La prima di queste fu pubblicata nel 1807 da Telesforo Galli, in associazione con la Sacra Congregazione delle Indulgenze e delle Sacre Reliquie. Ad essa seguirono altre undici edizioni nei seguenti anni: 1810, 1812, 1814, 1818, 1825, 1831, 1834, 1837, 1841, 1844 e 1849.  Dopo l'approvazione ufficiale con decreto del 15 dicembre 1854, le edizioni successive furono emesse direttamente come pubblicazioni della Santa Sede dalla Sacra Congregazione delle Indulgenze e delle Sante Reliquie (che nella riforma della Curia Romana di papa Pio X era stata unita con la Sacra Congregazione dei Riti). Nel 1877 fu effettuata una revisione generale, che annullava e sostituiva tute le revisioni precedenti. Edizioni successive di tale revisione furono date alle stampe nel 1886 e nel 1898.
La successiva edizione del 1929 fu intitolata Collectio precum piorumque operum quibus romani pontifices in favorem omnium christifidelium aut quorumdam coetuum personarum indulgentias adnexuerunt ab anno 1899 ad 1928 ("Raccolta di preghiere e opere pie a cui i Romani Pontefici, per amore di tutti i fedeli cristiani o di determinati gruppi di persone, hanno aggiunto indulgenze, dall'anno 1899 al 1928". A partire da questa versione, il latino prese il posto dell'italiano come lingua principale della pubblicazione.
L'edizione del 1938 aveva un titolo simile: Preces et pia opera in favorem omnium christifidelium vel quorumdam coetuum personarum indulgentiis ditata et opportune recognita ("Preghiere e opere pie, per il bene di tutti i fedeli cristiani o di alcuni gruppi di persone, arricchite di indulgenze e opportunamente riconosciuti"); le edizioni del 1950 e del 1952 relegarono quest'ultimo nome al titolo secondario, recando come titolo principale quello di Enchiridion Indulgentiarum ("Manuale delle indulgenze").  Tra il 1951 e il 1967, i Papi concessero le indulgenze a diverse preghiere aggiuntive, ma nessuna di queste fu mai pubblicata in una nuova edizione della Raccolta poiché nel 1968 il formato e lo schema dell'Enchiridion subirono modifiche significative. Tali indulgenze furono però pubblicate nei numeri degli Acta Apostolicae Sedis dei relativi anni.
Le edizioni più recenti, successive a quella del 1968, abbandonarono il titolo secondario e si chiamarono semplicemente Enchiridion Indulgentiarum.

## Edizioni successive
Con la bolla Indulgentiarum Doctrina del 1º gennaio 1967, papa Paolo VI ordinò una revisione della raccolta delle preghiere e delle opere associate alle indugelze "in vista di connettere le indulgenze solo alle preghiere e alle opere più importanti di pietà, carità e penitenza". Da quel momento, la raccolta ufficiale delle preghiere e delle opere buone indulgenti iniziò a chiamarsi Enchiridion Indulgentiarum. La prima edizione uscì nel giugno 1968. Come indicato in un articolo pubblicato sull'edizione inglese de L'Osservatore Romano del 12 dicembre 1968, la sua estensione era pari a solo un sesto delle dimensioni dell'ultima edizione della Raccolta. Una traduzione in inglese su Internet è fornita da Idaho Lay Dominicans Un'esposizione sintetica è curata da Catholic Online.
Ulteriori edizioni furono pubblicate nell'ottobre 1968, nel 1986 e nel 1999. Il testo completo dell'attuale (quarta) edizione è disponibile nell'originale latino sul sito web della Santa Sede.
L'Enchiridion Indulgentiarum, che è in latino, differisce dalla Raccolta in lingua italiana perché elenca "solo le più importanti preghiere e opere di pietà, carità e penitenza". D'altra parte, include nuove concessioni generali di indulgenze parziali che si applicano a un'ampia gamma di atti di orazione. Inoltre, esso indica che le preghiere che sono meritevoli di venerazione per la loro ispirazione divina o antichità o perché di uso diffuso, sono solo esempi di quelle per le quali vale la prima di queste concessioni generali: «Elevare la mente a Dio con umile fiducia nell'esercizio dei propri doveri e sopportando le difficoltà della vita, e aggiungendovi, almeno mentalmente, qualche pia invocazione». In questo modo, l'Enchiridion Indulgentiarum, malgrado le sue dimensioni ridotte, classifica come indulgenti un numero immensamente maggiore di preghiere rispetto a quelle trattate come tali nella Raccolta.
Le preghiere elencate nella Raccolta appartenevano esclusivamente della tradizione del rito latino, mentre l'Enchiridion Indulgentiarum comprende preghiere della tradizione delle Chiese cattoliche orientali , come l'Akathistos, la Paraklesis, la preghiera della sera e la preghiera per i fedeli defunti (bizantina), la preghiera di Ringraziamento (armeno), Preghiera del Santuario e del Lakhu Mara (caldeo), Preghiera dell'incenso e Preghiera per glorificare Maria, la Madre di Dio (copto), la Preghiera per la remissione dei peccati e Preghiera per la sequela di Cristo (etiope), Preghiera per la Chiesa e Preghiera di congedo dall'altare (maronita) e le Intercessioni per i fedeli defunti (siriano).